# Río Liri
El río Liri es un río centro-meridional italiano, que discurre entre el Abruzzo, el Lacio y la Campania, con un recorrido de 120 km desde las fuentes en los montes Simbruinos hasta la confluencia con el río Gari, donde toma el nombre de río Garigliano. Con este nombre recorre otros 38 km hasta la desembocadura en el mar Tirreno. 
Por la fusión de ambos ríos se le conoce también por Liri-Garigliano, sumando así una longitud total de 158 km. 
En la cartografía histórica se le ha dado también la denominación de Garigliano desde su nacimiento.